# Doctor Who: The Monthly Adventures
Doctor Who: The Monthly Adventures (trad. litt. : « Doctor Who : Les Aventures mensuelles »), auparavant connu sous le nom de « Main Range », est une série d'aventures audio basées sur la série télévisée de science-fiction britannique Doctor Who, produit par Nicholas Briggs et Big Finish Productions et avec l'un des acteurs originaux pour jouer le Docteur à la télévision dans l'ère classique du programme. En 2018, la gamme a présenté les Cinquième, Sixième et Septième Docteur, avec un modèle de treize publications par an, une chaque mois avec deux en septembre ou décembre,. En mai 2020, Big Finish a annoncé que « Monthly Range » se terminerait par son 275e numéro en mars 2021, pour être remplacée par des sorties régulières de chaque Docteurs dans ses propres coffrets tout au long de l'année à partir de janvier 2022. Avec 275 sorties sur 22 ans, en 2021, la série a obtenu le « Guinness World Record » pour la série d'audio drama de science-fiction la plus longue.
Big Finish Productions a commencé à produire des drames audio mettant en vedette les Cinquième, Sixième et Septième Docteur, commençant par « The Sirens of Time » en juillet 1999,. Cela s'est poursuivi jusqu'en 2000, et de 2001 à 2007, la gamme principale comprenait également des sorties mettant en vedette le Huitième Docteur avec ses compagnons Charley Pollard et C'rizz, mais ceux-ci ont été terminés en raison des diffusions simultanés de Eighth Doctor Adventures, qui ont été diffusés de 2006 à 2011 et a présenté la compagne Lucie Miller. De 2008 à la fin de 2011, une seule version du Huitième Docteur a été produit pour la gamme principale: « The Company of Friends », avec des compagnons d'autres audios et la figure historique Mary Shelley. Le Huitième Docteur est retourné dans la gamme principale dans une trilogie d'aventures avec Mary Shelley en octobre 2011.

## Distribution
Légende
- : Une case verte indique que l'acteur est le personnage principal
- : Une case rouge indique que l'acteur est un guest ou un personnage guest.
- : Une case vide indique que l'acteur est récurrent mais pas présent à ce moment.

| Acteur/Actrices    | Personnage       | Apparitions | Apparitions | Apparitions | Apparitions | Apparitions | Apparitions | Apparitions | Apparitions | Apparitions | Apparitions | Apparitions | Apparitions | Apparitions | Apparitions | Apparitions | Apparitions | Apparitions | Apparitions | Apparitions | Apparitions | Apparitions | Apparitions | Apparitions |
| Acteur/Actrices    | Personnage       | '99         | '00         | '01         | '02         | '03         | '04         | '05         | '06         | '07         | '08         | '09         | '10         | '11         | '12         | '13         | '14         | '15         | '16         | '17         | '18         | '19         | '20         | '21         |
| ------------------ | ---------------- | ----------- | ----------- | ----------- | ----------- | ----------- | ----------- | ----------- | ----------- | ----------- | ----------- | ----------- | ----------- | ----------- | ----------- | ----------- | ----------- | ----------- | ----------- | ----------- | ----------- | ----------- | ----------- | ----------- |
| Peter Davison      | Fifth Doctor     | ✔️          | ✔️          | ✔️          | ✔️          | ✔️          | ✔️          | ✔️          | ✔️          | ✔️          | ✔️          | ✔️          | ✔️          | ✔️          | ✔️          | ✔️          | ✔️          | ✔️          | ✔️          | ✔️          | ✔️          | ✔️          | ✔️          | ✔️          |
| Colin Baker        | Sixth Doctor     | ✔️          | ✔️          | ✔️          | ✔️          | ✔️          | ✔️          | ✔️          | ✔️          | ✔️          | ✔️          | ✔️          | ✔️          | ✔️          | ✔️          | ✔️          | ✔️          | ✔️          | ✔️          | ✔️          | ✔️          | ✔️          | ✔️          | ✔️          |
| Sylvester McCoy    | Seventh Doctor   | ✔️          | ✔️          | ✔️          | ✔️          | ✔️          | ✔️          | ✔️          | ✔️          | ✔️          | ✔️          | ✔️          | ✔️          | ✔️          | ✔️          | ✔️          | ✔️          | ✔️          | ✔️          | ✔️          | ✔️          | ✔️          | ✔️          | ✔️          |
| Paul McGann        | Eighth Doctor    |             |             | ✔️          | ✔️          | ✔️          | ✔️          | ✔️          | ✔️          | ✔️          |             | ✔️          |             | ✔️          |             |             |             |             |             |             |             |             |             | ✔️          |
| Mark Strickson     | Vislor Turlough  | ✔️          |             | ✔️          |             | ✔️          |             |             |             |             |             |             | ✔️          | ✔️          | ✔️          | ✔️          |             | ✔️          | ✔️          |             |             | ✔️          |             | ✔️          |
| Nicola Bryant      | Peri Brown       | ✔️          | ✔️          | ✔️          | ✔️          | ✔️          | ✔️          | ✔️          | ✔️          | ✔️          | ✔️          |             |             | ✔️          |             | ✔️          | ✔️          |             |             |             |             | ✔️          | ✔️          |             |
| Sarah Sutton       | Nyssa            |             | ✔️          | ✔️          | ✔️          | ✔️          |             | ✔️          |             | ✔️          | ✔️          | ✔️          | ✔️          | ✔️          | ✔️          | ✔️          | ✔️          | ✔️          | ✔️          | ✔️          | ✔️          | ✔️          | ✔️          |             |
| Sophie Aldred      | Ace              |             | ✔️          | ✔️          | ✔️          | ✔️          | ✔️          | ✔️          | ✔️          | ✔️          | ✔️          | ✔️          | ✔️          |             | ✔️          | ✔️          | ✔️          | ✔️          | ✔️          | ✔️          | ✔️          | ✔️          | ✔️          |             |
| Maggie Stables     | Evelyn Smythe    |             | ✔️          | ✔️          | ✔️          | ✔️          | ✔️          | ✔️          | ✔️          | ✔️          | ✔️          |             | ✔️          | ✔️          |             |             |             |             |             |             |             |             |             |             |
| Bonnie Langford    | Mel Bush         |             | ✔️          | ✔️          | ✔️          | ✔️          |             | ✔️          | ✔️          | ✔️          |             |             |             |             |             | ✔️          |             | ✔️          | ✔️          | ✔️          | ✔️          |             |             |             |
| India Fisher       | Charley Pollard  |             |             | ✔️          | ✔️          | ✔️          | ✔️          | ✔️          | ✔️          | ✔️          | ✔️          | ✔️          |             |             |             |             |             |             |             |             |             |             |             | ✔️          |
| Caroline Morris    | Erimem           |             |             | ✔️          | ✔️          | ✔️          | ✔️          | ✔️          | ✔️          | ✔️          | ✔️          |             |             |             |             |             |             |             |             |             |             |             |             |             |
| Tracey Childs      | Elizabeth Klein  |             |             | ✔️          |             |             |             |             |             |             |             |             | ✔️          |             |             | ✔️          |             |             |             |             | ✔️          |             |             |             |
| Conrad Westmaas    | C'rizz           |             |             |             |             |             | ✔️          | ✔️          | ✔️          | ✔️          |             |             |             |             |             |             |             |             |             |             |             |             |             |             |
| Philip Olivier     | Hex              |             |             |             |             |             | ✔️          | ✔️          | ✔️          | ✔️          | ✔️          | ✔️          | ✔️          |             | ✔️          |             | ✔️          |             |             | ✔️          | ✔️          |             | ✔️          |             |
| Janet Fielding     | Tegan Jovanka    |             |             |             |             |             |             |             | ✔️          |             |             |             | ✔️          | ✔️          | ✔️          | ✔️          |             | ✔️          | ✔️          | ✔️          | ✔️          | ✔️          | ✔️          | ✔️          |
| Lisa Greenwood     | Flip Jackson     |             |             |             |             |             |             |             |             |             |             |             |             | ✔️          | ✔️          |             | ✔️          |             | ✔️          | ✔️          |             |             | ✔️          |             |
| Miranda Raison     | Constance Clarke |             |             |             |             |             |             |             |             |             |             |             |             |             |             |             |             | ✔️          | ✔️          | ✔️          |             |             | ✔️          | ✔️          |
| Matthew Waterhouse | Adric            |             |             |             |             |             |             |             |             |             |             |             |             |             |             |             |             |             |             | ✔️          | ✔️          |             |             |             |

### Invités de marque
- Nicholas Courtney et Jon Culshaw : Brigadier Lethbridge-Stewart
- Lalla Ward : Romana
- Louise Jameson : Leela
- John Leeson : K9
- Frazer Hines : Jamie McCrimmon
- Katy Manning : Jo Grant and Iris Wildthyme
- Richard Franklin : Mike Yates
- Peter Purves : Steven Taylor
- Maureen O'Brien : Vicki
- Ian McNeice : Winston Churchill
- Robert Jezek : Frobisher
- Lisa Bowerman : Bernice Summerfield
- Miles Richardson : Irving Braxiatel
- Anna Hope : DI Menzies
- John Picard : Thomas Brewster
- Julie Cox : Mary Shelley
- Maggie O'Neill : Lysandra Aristedes
- Nicola Walker : Liv Chenka
- Amy Pemberton : Sally Morgan
- Christian Edwards : Will Arrowsmith
- George Watkins : Marc
- Geoffrey Beevers, Alex MacQueen et James Dreyfus : Le Maître
- Don Warrington : Rassilon
- Ian Collier : Omega
- Terry Molloy : Davros
- Nabil Shaban : Sil
- Siobhan Redmond : La Rani
- Graeme Garden et Rufus Hound : Le Moine
- Mark Bonnar : le "Eleven"
- Nicholas Briggs : Voix des Daleks, Cybermen, et Guerriers de Glace

## Publications

### 1999
| N° | Titre                  | Réalisé par     | Écrit par       | Personnages                                                  | Publication   |
| -- | ---------------------- | --------------- | --------------- | ------------------------------------------------------------ | ------------- |
| 1  | « The Sirens of Time » | Nicholas Briggs | Nicholas Briggs | Cinquième, Sixième et Septième Docteur et Seigneurs du Temps | Juillet 1999  |
| 2  | « Phantasmagoria »     | Nicholas Briggs | Mark Gatiss     | Cinquième Docteur et Vislor Turlough                         | Octobre 1999  |
| 3  | « Whispers of Terror » | Lisa Bowerman   | Justin Richards | Sixième Docteur et Peri Brown                                | Novembre 1999 |

### 2000
| N° | Titre                          | Réalisé par     | Écrit par         | Personnages                                   | Publication    |
| -- | ------------------------------ | --------------- | ----------------- | --------------------------------------------- | -------------- |
| 4  | « The Land of the Dead »       | Gary Russell    | Stephen Cole      | Cinquième Docteur et Nyssa                    | Janvier 2000   |
| 5  | « The Fearmonger »             | Gary Russell    | Jonathan Blum     | Septième Docteur et Ace                       | Février 2000   |
| 6  | « The Marian Conspiracy »      | Gary Russell    | Jacqueline Rayner | Sixième Docteur et Evelyn Smythe              | Mars 2000      |
| 7  | « The Genocide Machine »       | Nicholas Briggs | Mike Tucker       | Septième Docteur, Ace, Bev et Daleks          | Avril 2000     |
| 8  | « Red Dawn »                   | Gary Russell    | Justin Richards   | Cinquième Docteur, Peri et Guerriers de Glace | Mai 2000       |
| 9  | « The Spectre of Lanyon Moor » | Nicholas Pegg   | Nicholas Pegg     | Sixième Docteur, Evelyn et le Brigadier       | Juin 2000      |
| 10 | « Winter for the Adept »       | Gary Russell    | Andrew Cartmel    | Cinquième Docteur et Nyssa                    | Juillet 2000   |
| 11 | « The Apocalypse Element »     | Nicholas Briggs | Stephen Cole      | Sixième Docteur, Evelyn, Romana II et Daleks  | Août 2000      |
| 12 | « The Fires of Vulcan »        | Gary Russell    | Steve Lyons       | Septième Docteur et Mel Bush                  | Septembre 2000 |
| 13 | « The Shadow of the Scourge »  | Gary Russell    | Paul Cornell      | Septième Docteur, Ace et Benny                | Octobre 2000   |
| 14 | « The Holy Terror »            | Nicholas Pegg   | Robert Shearman   | Sixième Docteur, Frobisher                    | Novembre 2000  |
| 15 | « The Mutant Phase »           | Nicholas Briggs | Nicholas Briggs   | Cinquième Docteur, Nyssa, Daleks et Thals     | Décembre 2000  |

### 2001
| N° | Titre                       | Réalisé par     | Écrit par                         | Personnages                                    | Publication    |
| -- | --------------------------- | --------------- | --------------------------------- | ---------------------------------------------- | -------------- |
| 16 | « Storm Warning »           | Gary Russell    | Alan Barnes                       | Huitième Docteur et Charley Pollard            | Janvier 2001   |
| 17 | « Sword of Orion »          | Nicholas Briggs | Nicholas Briggs                   | Huitième Docteur, Charley et Cybermen          | Février 2001   |
| 18 | « The Stones of Venice »    | Gary Russell    | Paul Madrs                        | Huitième Docteur et Charley                    | Mars 2001      |
| 19 | « Minuet in Hell »          | Nicholas Briggs | Alan W. Lear et Gary Russell      | Huitième Docteur, Charley et le Brigadier      | Avril 2001     |
| 20 | « Loups-Garoux »            | Gary Russell    | Marc Platt                        | Cinquième Docteur et Turlough                  | Mai 2001       |
| 21 | « Dust Breeding »           | Gary Russell    | Mike Tucker                       | Septième Docteur, Ace, Bev, le Maître et Krill | Juin 2001      |
| 22 | « Bloodtide »               | Gary Russell    | Jonathan Morris                   | Sixième Docteur, Evelyn et Siluriens           | Juillet 2001   |
| 23 | « Project: Twilight »       | Gary Russell    | Cavan Scott et Mark Wright        | Sixième Docteur, Evelyn, Nimrod et la "Forge"  | Août 2001      |
| 24 | « The Eye of the Scorpion » | Gary Russell    | Iain McLaughlin                   | Cinquième Docteur, Peri et Erimem              | Septembre 2001 |
| 25 | « Colditz »                 | Gary Russell    | Steve Lyons                       | Septième Docteur, Ace et Elizabeth Klein       | Octobre 2001   |
| 26 | « Primeval »                | Gary Russell    | Lance Parkin                      | Cinquième Docteur et Nyssa                     | Novembre 2001  |
| 27 | « The One Doctor »          | Gary Russell    | Gareth Roberts et Clayton Hickman | Sixième Docteur et Mel                         | Décembre 2001  |

### 2002
| N° | Titre                        | Réalisé par        | Écrit par                         | Personnages                                      | Publication    |
| -- | ---------------------------- | ------------------ | --------------------------------- | ------------------------------------------------ | -------------- |
| 28 | « Invaders from Mars »       | Mark Gatiss        | Mark Gatiss                       | Huitième Docteur et Charley                      | Janvier 2002   |
| 29 | « The Chimes of Midnight »   | Barnaby Edwards    | Robert Shearman                   | Huitième Docteur et Charley                      | Février 2002   |
| 30 | « Seasons of Fear »          | Gary Russell       | Paul Cornell et Caroline Symcox   | Huitième Docteur, Charley et Nimon               | Mars 2002      |
| 31 | « Embrace the Darkness »     | Nicholas Briggs    | Nicholas Briggs                   | Huitième Docteur et Charley                      | Avril 2002     |
| 32 | « The Time of the Daleks »   | Nicholas Briggs    | Justin Richards                   | Huitième Docteur, Charley et Daleks              | Mai 2002       |
| 33 | « Neverland »                | Gary Russell       | Alan Barnes                       | Huitième Docteur, Charley, Romana II et Rassilon | Juin 2002      |
| 34 | « Spare Parts »              | Gary Russell       | Marc Platt                        | Cinquième Docteur, Nyssa et Cybermen             | Juillet 2002   |
| 35 | « ...ish »                   | Nicholas Briggs    | Phil Pascoe                       | Sixième Docteur et Peri                          | Août 2002      |
| 36 | « The Rapture »              | Jason Haigh-Ellery | Joseph Lidster                    | Septième Docteur, Ace et Liam                    | Septembre 2002 |
| 37 | « The Sandman »              | Gary Russell       | Simon A. Forward                  | Sixième Docteur et Evelyn                        | Octobre 2002   |
| 38 | « The Church and the Crown » | Gary Russell       | Cavan Scott et Mark Wright        | Cinquième Docteur, Peri et Erimem                | Novembre 2002  |
| 39 | « Bang-Bang-a-Boom! »        | Nicholas Pegg      | Gareth Roberts et Clayton Hickman | Septième Docteur et Mel                          | Décembre 2002  |

### 2003
| N° | Titre                          | Réalisé par                        | Écrit par                   | Personnages                                                                                            | Publication    |
| -- | ------------------------------ | ---------------------------------- | --------------------------- | --- | -------------- |
| 40 | « Jubilee »                    | Nicholas Briggs et Robert Shearman | Robert Shearman             | Sixième Docteur, Evelyn et Daleks                                                                      | Janvier 2003   |
| 41 | « Nekromanteia »               | John Ainsworth                     | Austen Atkinson             | Cinquième Docteur, Peri et Erimem                                                                      | Février 2003   |
| 42 | « The Dark Flame »             | Jason Haigh-Ellery                 | Trevor Baxendale            | Septième Docteur, Ace et Benny                                                                         | Mars 2003      |
| 43 | « Doctor Who and the Pirates » | Barnaby Edwards                    | Jacqueline Rayner           | Sixième Docteur et Evelyn                                                                              | Avril 2003     |
| 44 | « Creatures of Beauty »        | Nicholas Briggs                    | Nicholas Briggs             | Cinquième Docteur et Nyssa                                                                             | Mai 2003       |
| 45 | « Project: Lazarus »           | Gary Russell                       | Cavan Scott et Mark Wright  | Sixième et Septième Docteur, Evelyn et Nimrod                                                          | Juin 2003      |
| 46 | « Flip-Flop »                  | Gary Russell                       | Jonathan Morris             | Septième Docteur et Mel                                                                                | Juillet 2003   |
| 47 | « Omega »                      | Gary Russell                       | Nev Fountain                | Cinquième Docteur et Omega                                                                             | Août 2003      |
| 48 | « Davros »                     | Gary Russell                       | Lance Parkin                | Sixième Docteur et Davros                                                                              | Septembre 2003 |
| 49 | « Master »                     | Gary Russell                       | Joseph Lidster              | Septième Docteur et le Maître                                                                          | Octobre 2003   |
| 50 | « Zagreus »                    | Gary Russell                       | Gary Russell et Alan Barnes | Troisième, Cinquième, Sixième, Septième et Huitième Docteur, Charley, Romana II, Leela, K9 et Rassilon | Novembre 2003  |
| 51 | « The Wormery »                | Gary Russell                       | Stephen Cole et Paul Magrs  | Sixième Docteur et Iris Wildthyme                                                                      | Novembre 2003  |
| 52 | « Scherzo »                    | Gary Russell                       | Robert Shearman             | Huitième Docteur et Charley                                                                            | Décembre 2003  |

### 2004
| N° | Titre                           | Réalisé par  | Écrit par                   | Personnages                                            | Publication    |
| -- | ------------------------------- | ------------ | --------------------------- | ------------------------------------------------------ | -------------- |
| 53 | « The Creed of the Kromon »     | Gary Russell | Philip Martin               | Huitième Docteur, Charley, C'rizz, le Kro'Ka et Kromon | Janvier 2004   |
| 54 | « The Natural History of Fear » | Gary Russell | Jim Mortimore               | Huitième Docteur, Charley et C'rizz                    | Février 2004   |
| 55 | « The Twilight Kingdom »        | Gary Russell | Will Shindler               | Huitième Docteur, Charley et C'rizz                    | Mars 2004      |
| 56 | « The Axis of Insanity »        | Gary Russell | Simon Furman                | Cinquième Docteur, Peri, Erimem et Jarra To            | Avril 2004     |
| 57 | « Arrangements for War »        | Gary Russell | Paul Sutton                 | Sixième Docteur et Evelyn                              | Mai 2004       |
| 58 | « The Harvest »                 | Gary Russell | Dan Abnett                  | Septième Docteur, Ace, Hex et Cybermen                 | Juin 2004      |
| 59 | « The Roof of the World »       | Gary Russell | Adrian Rigelsford           | Cinquième Docteur, Peri et Erimem                      | Juillet 2004   |
| 60 | « Medicinal Purposes »          | Gary Russell | Robert Ross                 | Sixième Docteur, Evelyn, Burke et Hare                 | Août 2004      |
| 61 | « Faith Stealer »               | Gary Russell | Graham Duff                 | Huitième Docteur, Charley et C'rizz                    | Septembre 2004 |
| 62 | « The Last »                    | Gary Russell | Gary Hopkins                | Huitième Docteur, Charley et C'rizz                    | Octobre 2004   |
| 63 | « Caerdroia »                   | Gary Russell | Lloyd Rose                  | Huitième Docteur, Charley et C'rizz                    | Novembre 2004  |
| 64 | « The Next Life »               | Gary Russell | Alan Barnes et Gary Russell | Huitième Docteur, Charley, C'rizz et Rassilon          | Décembre 2004  |

### 2005
| N° | Titre                     | Réalisé par    | Écrit par                              | Personnages                                                                  | Publication    |
| -- | ------------------------- | -------------- | -------------------------------------- | ---------------------------------------------------------------------------- | -------------- |
| 65 | « The Juggernauts »       | Gary Russell   | Scott Alan Woodard                     | Sixième Docteur, Mel, Davros, Daleks et Mechanoids                           | Janvier 2005   |
| 66 | « The Game »              | Gary Russell   | Darin Henry                            | Cinquième Docteur et Nyssa                                                   | Février 2005   |
| 67 | « Dreamtime »             | Gary Russell   | Simon A. Forward                       | Septième Docteur, Ace et Hex                                                 | Mars 2005      |
| 68 | « Catch-1782 »            | Gary Russell   | Alison Lawson                          | Sixième Docteur et Mel                                                       | Avril 2005     |
| 69 | « Three's a Crowd »       | Gary Russell   | Colin Brake                            | Cinquième Docteur, Peri et Erimem                                            | Mai 2005       |
| 70 | « Unregenerate! »         | John Ainsworth | David A. McIntee                       | Septième Docteur et Mel                                                      | Juin 2005      |
| 71 | « The Council of Nicaea » | Gary Russell   | Caroline Symcox                        | Cinquième Docteur, Peri et Erimem                                            | Juillet 2005   |
| 72 | « Terror Firma »          | Gary Russell   | Joseph Lidster                         | Huitième Docteur, Charley, C'rizz, Samson et Gemma Briffin, Davros et Daleks | Août 2005      |
| 73 | « Thicker Than Water »    | Edward Salt    | Paul Sutton                            | Sixième Docteur, Mel et Evelyn                                               | Septembre 2005 |
| 74 | « LIVE 34 »               | Gary Russell   | James Parsons et Andrew Stirling-Brown | Septième Docteur, Ace et Hex                                                 | Septembre 2005 |
| 75 | « Scaredy Cat »           | Nigel Fairs    | Will Shindler                          | Huitième Docteur, Charley et C'rizz                                          | Octobre 2005   |
| 76 | « Singularity »           | Gary Russell   | James Swallow                          | Cinquième Docteur et Turlough                                                | Novembre 2005  |
| 77 | « Other Lives »           | Gary Russell   | Gary Hopkins                           | Huitième Docteur, Charley et C'rizz                                          | Décembre 2005  |

### 2006
| N° | Titre                 | Réalisé par     | Écrit par         | Personnages                                    | Publication    |
| -- | --------------------- | --------------- | ----------------- | ---------------------------------------------- | -------------- |
| 78 | « Pier Pressure »     | Gary Russell    | Robert Ross       | Sixième Docteur et Evelyn                      | Janvier 2006   |
| 79 | « Night Thoughts »    | Gary Russell    | Edward Young      | Septième Docteur, Ace et Hex                   | Février 2006   |
| 80 | « Time Works »        | Edward Salt     | Steve Lyons       | Huitième Docteur, Charley et C'rizz            | Mars 2006      |
| 81 | « The Kingmaker »     | Gary Russell    | Nev Fountain      | Cinquième Docteur, Peri et Erimem              | Avril 2006     |
| 82 | « The Settling »      | Gary Russell    | Simon Guerrier    | Septième Docteur, Ace et Hex                   | Mai 2006       |
| 83 | « Something Inside »  | Nicholas Briggs | Trevor Baxendale  | Huitième Docteur, Charley et C'rizz            | Juin 2006      |
| 84 | « The Nowhere Place » | Nicholas Briggs | Nicholas Briggs   | Sixième Docteur et Evelyn                      | Juillet 2006   |
| 85 | « Red »               | Gary Russell    | Stewart Sheargold | Septième Docteur et Mel                        | Août 2006      |
| 86 | « The Reaping »       | Gary Russell    | Joseph Lidster    | Sixième Docteur, Peri et Cybermen              | Septembre 2006 |
| 87 | « The Gathering »     | Gary Russell    | Joseph Lidster    | Cinquième Docteur, Tegan et Cybermen           | Septembre 2006 |
| 88 | « Memory Lane »       | Gary Russell    | Eddie Robson      | Huitième Docteur, Charley et C'rizz            | Octobre 2006   |
| 89 | « No Man's Land »     | John Ainsworth  | Martin Day        | Septième Docteur, Ace et Hex                   | Novembre 2006  |
| 90 | « Year of the Pig »   | Gary Russell    | Matthew Sweet     | Sixième Docteur, Peri et Toby le "Sapient Pig" | Décembre 2006  |

### 2007
| N°                                                    | Titre                          | Réalisé par     | Écrit par                   | Personnages                                | Publication    |
| ----------------------------------------------------- | ------------------------------ | --------------- | --------------------------- | ------------------------------------------ | -------------- |
| 91                                                    | « Spring »                     | John Ainsworth  | Paul Cornell et Mike Maddox | Cinquième Docteur et Nyssa                 | Janvier 2007   |
| 91                                                    | « Summer »                     | John Ainsworth  | Paul Cornell et Mike Maddox | Cinquième Docteur et Nyssa                 | Janvier 2007   |
| 91                                                    | « Autumn »                     | John Ainsworth  | Paul Cornell et Mike Maddox | Cinquième Docteur et Nyssa                 | Janvier 2007   |
| 91                                                    | « Winter »                     | John Ainsworth  | Paul Cornell et Mike Maddox | Cinquième Docteur, Nyssa et Kamelion       | Janvier 2007   |
| Anthologie publiée sous le titre de « Circular Time » |                                |                 |                             |                                            |                |
| 92                                                    | « Nocturne »                   | John Ainsworth  | Dan Abnett                  | Septième Docteur, Ace et Hex               | Février 2007   |
| 93                                                    | « Renaissance of the Daleks »  | John Ainsworth  | Christopher H. Bidmead      | Cinquième Docteur, Nyssa et Daleks         | Mars 2007      |
| 94                                                    | « I.D. »                       | John Ainsworth  | Eddie Robson                | Sixième Docteur et Scandroids              | Avril 2007     |
| 94                                                    | « Urgent Calls »               | John Ainsworth  | Eddie Robson                | Sixième Docteur et Scandroids              | Avril 2007     |
| 95                                                    | « Exotron »                    | Barnaby Edwards | Paul Sutton                 | Cinquième Docteur et Peri                  | Mai 2007       |
| 95                                                    | « Urban Myths »                | Barnaby Edwards | Paul Sutton                 | Cinquième Docteur et Peri                  | Mai 2007       |
| 96                                                    | « Valhalla »                   | John Ainsworth  | Marc Platt                  | Septième Docteur                           | Juin 2007      |
| 97                                                    | « The Wishing Beast »          | John Ainsworth  | Paul Magrs                  | Sixième Docteur et Mel                     | Juillet 2007   |
| 97                                                    | « The Vanity Box »             | John Ainsworth  | Paul Magrs                  | Sixième Docteur et Mel                     | Juillet 2007   |
| 98                                                    | « Frozen Time »                | Barnaby Edwards | Nicholas Briggs             | Septième Docteur et Guerriers de Glace     | Août 2007      |
| 99                                                    | « Son of the Dragon »          | Barnaby Edwards | Steve Lyons                 | Cinquième Docteur, Peri et Erimem          | Septembre 2007 |
| 100                                                   | « 100 BC »                     | Nicholas Briggs | Jacqueline Rayner           | Sixième Docteur et Evelyn                  | Septembre 2007 |
| 100                                                   | « My Own Private Wolfgang »    | Nicholas Briggs | Rob Shearman                | Sixième Docteur et Evelyn                  | Septembre 2007 |
| 100                                                   | « Bedtime Story »              | Nicholas Briggs | Joseph Lidster              | Sixième Docteur et Evelyn                  | Septembre 2007 |
| 100                                                   | « The 100 Days of the Doctor » | Nicholas Briggs | Paul Cornell                | Sixième Docteur et Evelyn                  | Septembre 2007 |
| Anthologie publiée sous le titre de « 100 »           |                                |                 |                             |                                            |                |
| 101                                                   | « Absolution »                 | Barnaby Edwards | Scott Alan Woodard          | Huitième Docteur, Charley et C'rizz        | Octobre 2007   |
| 102                                                   | « The Mind's Eye »             | Barnaby Edwards | Colin Brake                 | Cinquième Docteur, Peri, Erimem et Viyrans | Novembre 2007  |
| 102                                                   | « Mission of the Viyrans »     | Barnaby Edwards | Nicholas Briggs             | Cinquième Docteur, Peri, Erimem et Viyrans | Novembre 2007  |
| 103                                                   | « The Girl Who Never Was »     | Barnaby Edwards | Alan Barnes                 | Huitième Docteur, Charley et Cybermen      | Décembre 2007  |

### 2008
| N°                                                 | Titre                               | Réalisé par     | Écrit par         | Personnages                                                                    | Publication    |
| -------------------------------------------------- | ----------------------------------- | --------------- | ----------------- | ------------------------------------------------------------------------------ | -------------- |
| 104                                                | « The Bride of Peladon »            | Barnaby Edwards | Barnaby Edwards   | Cinquième Docteur, Peri, Erimem, Alpha Centauri, Guerriers de Glace et Osirans | Janvier 2008   |
| 105                                                | « The Condemned »                   | Nicholas Briggs | Eddie Robson      | Sixième Docteur, Charley et DI Menzies                                         | Février 2008   |
| 106                                                | « The Dark Husband »                | Nicholas Briggs | David Quantick    | Septième Docteur, Ace et Hex                                                   | Mars 2008      |
| 107                                                | « The Haunting of Thomas Brewster » | Barnaby Edwards | Jonathan Morris   | Cinquième Docteur, Nyssa et Brewster                                           | Avril 2008     |
| 108                                                | « Assassin in the Limelight »       | Barnaby Edwards | Robert Ross       | Sixième Docteur et Evelyne                                                     | Mai 2008       |
| 109                                                | « The Death Collectors »            | Ken Bentley     | Stewart Sheargold | Septième Docteur                                                               | Juin 2008      |
| 109                                                | « Spider's Shadow »                 | Ken Bentley     | Stewart Sheargold | Septième Docteur                                                               | Juin 2008      |
| 110                                                | « The Boy That Time Forgot »        | Barnaby Edwards | Paul Magrs        | Cinquième Docteur, Nyssa, Brewster et Adric                                    | Juillet 2008   |
| 111                                                | « The Doomwood Curse »              | Barnaby Edwards | Jacqueline Rayner | Sixième Docteur, Charley et Grel                                               | Août 2008      |
| 112                                                | « Kingdom of Silver »               | Ken Bentley     | James Swallow     | Septième Docteur et Cybermen                                                   | Septembre 2008 |
| 112                                                | « Keepsake »                        | Nicholas Briggs | James Swallow     | Septième Docteur et Cybermen                                                   | Septembre 2008 |
| 113                                                | « Time Reef »                       | Barnaby Edwards | Marc Platt        | Cinquième Docteur, Nyssa et Brewster                                           | Septembre 2008 |
| 113                                                | « A Perfect World »                 | Barnaby Edwards | Jonathan Morris   | Cinquième Docteur, Nyssa et Brewster                                           | Septembre 2008 |
| 114                                                | « Brotherhood of the Daleks »       | Nicholas Briggs | Alan Barnes       | Sixième Docteur, Charley, Daleks et Thals                                      | Octobre 2008   |
| 115                                                | « False Gods »                      | Ken Bentley     | Mark Morris       | Septième Docteur, Ace et Hex                                                   | Novembre 2008  |
| 115                                                | « Order of Simplicity »             | Ken Bentley     | Nick Scovell      | Septième Docteur, Ace et Hex                                                   | Novembre 2008  |
| 115                                                | « Casualties of War »               | Ken Bentley     | Mark Michalowski  | Septième Docteur, Ace, Hex et la "Forge"                                       | Novembre 2008  |
| 115                                                | « The Word Lord »                   | Ken Bentley     | Steven Hall       | Septième Docteur, Ace, Hex et "Nobody No-One"                                  | Novembre 2008  |
| Anthologie publiée sous le titre de « Forty-five » |                                     |                 |                   |                                                                                |                |
| 116                                                | « The Raincloud Man »               | Nicholas Briggs | Eddie Robson      | Sixième Docteur, Charley et DI Menzies                                         | Décembre 2008  |

### 2009
| N°                                                             | Titre                                          | Réalisé par        | Écrit par         | Personnages                                                                  | Publication    |
| -------------------------------------------------------------- | ---------------------------------------------- | ------------------ | ----------------- | ---------------------------------------------------------------------------- | -------------- |
| 117                                                            | « The Key 2 Time - The Judgement of Isskar »   | Jason Haigh-Ellery | Simon Guerrier    | Cinquième Docteur, Amy, Zara et Guerriers de Glace                           | Janvier 2009   |
| 118                                                            | « The Key 2 Time - The Destroyer of Delights » | Lisa Bowerman      | Jonathan Clements | Cinquième Docteur, Amy, le Gardien Noir et le Gardien Blanc                  | Février 2009   |
| 119                                                            | « The Key 2 Time - The Chaos Pool »            | Lisa Bowerman      | Peter Anghelides  | Cinquième Docteur, Amy, Zara, le Gardien Noir, le Gardien Blanc et Romana II | Mars 2009      |
| 120                                                            | « The Magic Mousetrap »                        | Ken Bentley        | Matthew Sweet     | Septième Docteur, Ace, Hex et le Fabricant de Jouets                         | Avril 2009     |
| 121                                                            | « Enemy of the Daleks »                        | Ken Bentley        | David Bishop      | Septième Docteur, Ace, Hex et Daleks                                         | Mai 2009       |
| 122                                                            | « The Angel of Scutari »                       | Ken Bentley        | Paul Sutton       | Septième Docteur, Ace et Hex                                                 | Juin 2009      |
| 123                                                            | « Benny's Story »                              | Nicholas Briggs    | Lance Parkin      | Huitième Docteur et Benny                                                    | Juillet 2009   |
| 123                                                            | « Fitz's Story »                               | Nicholas Briggs    | Stephen Cole      | Huitième Docteur et Fitz                                                     | Juillet 2009   |
| 123                                                            | « Izzy's Story »                               | Nicholas Briggs    | Alan Barnes       | Huitième Docteur et Izzy                                                     | Juillet 2009   |
| 123                                                            | « Mary's Story »                               | Nicholas Briggs    | Jonathan Morris   | Huitième Docteur et Mary Shelley                                             | Juillet 2009   |
| Anthologie publiée sous le titre de « The Company of Friends » |                                                |                    |                   |                                                                              |                |
| 124                                                            | « Patient Zero »                               | Nicholas Briggs    | Nicholas Briggs   | Sixième Docteur, Charley, Mila, Daleks et Viyrans                            | Août 2009      |
| 125                                                            | « Paper Cuts »                                 | Nicholas Briggs    | Marc Platt        | Sixième Docteur, Mila et Draconiens                                          | Septembre 2009 |
| 126                                                            | « Blue Forgotten Planet »                      | Nicholas Briggs    | Nicholas Briggs   | Sixième Docteur, Charley, Mila et Viyrans                                    | Septembre 2009 |
| 127                                                            | « Castle of Fear »                             | Barnaby Edwards    | Alan Barnes       | Cinquième Docteur, Nyssa et Rutiens                                          | Octobre 2009   |
| 128                                                            | « The Eternal Summer »                         | Barnaby Edwards    | Jonathan Morris   | Cinquième Docteur, Nyssa et Maxwell Edison                                   | Novembre 2009  |
| 129                                                            | « Plague of the Daleks »                       | Barnaby Edwards    | Mark Morris       | Cinquième Docteur, Nyssa et Daleks                                           | Décembre 2009  |

### 2010
| N°                                                                                | Titre                          | Réalisé par     | Écrit par                       | Personnages                                              | Publication    |
| --------------------------------------------------------------------------------- | ------------------------------ | --------------- | ------------------------------- | -------------------------------------------------------- | -------------- |
| 130                                                                               | « A Thousand Tiny Wings »      | Lisa Bowerman   | Andy Lane                       | Septième Docteur et Klein                                | Janvier 2010   |
| 131                                                                               | « Survival of the Fittest »    | John Ainsworth  | Jonathan Clements               | Septième et Huitième Docteur et Klein                    | Février 2010   |
| 131                                                                               | « Klein's Story »              | John Ainsworth  | John Ainsworth et Lee Mansfield | Septième et Huitième Docteur et Klein                    | Février 2010   |
| 132                                                                               | « The Architects of History »  | John Ainsworth  | Steve Lyons                     | Septième Docteur, Klein, Rachel Cooper et Selachians     | Mars 2010      |
| 133                                                                               | « City of Spires »             | Nicholas Briggs | Simon Bovey                     | Sixième Docteur et Jamie                                 | Avril 2010     |
| 134                                                                               | « The Wreck of the Titan »     | Barnaby Edwards | Barnaby Edwards                 | Sixième Docteur et Jamie                                 | Mai 2010       |
| 135                                                                               | « Legend of the Cybermen »     | Nicholas Briggs | Mike Maddox                     | Sixième Docteur, Jamie, Zoe et Cybermen                  | Juin 2010      |
| 136                                                                               | « Cobwebs »                    | Barnaby Edwards | Jonathan Morris                 | Cinquième Docteur, Nyssa, Tegan et Turlough              | Juillet 2010   |
| 137                                                                               | « The Whispering Forest »      | Barnaby Edwards | Stephen Cole                    | Cinquième Docteur, Nyssa, Tegan et Turlough              | Août 2010      |
| 138                                                                               | « The Cradle of The Snake »    | Barnaby Edwards | Marc Platt                      | Cinquième Docteur, Nyssa, Tegan, Turlough et la Mara     | Septembre 2010 |
| 139                                                                               | « Project: Destiny »           | Ken Bentley     | Cavan Scott et Mark Wright      | Septième Docteur, Ace, Hex, Nimrod et Lysandra Aristedes | Septembre 2010 |
| 140                                                                               | « A Death in the Family »      | Ken Bentley     | Steven Hall                     | Septième Docteur, Ace, Hex, Evelyn et "Nobody No-One"    | Octobre 2010   |
| 141                                                                               | « Lurkers at Sunlight's Edge » | Ken Bentley     | Marty Ross                      | Septième Docteur, Ace et Hex                             | Novembre 2010  |
| 142                                                                               | « The Demons of Red Lodge »    | Ken Bentley     | Jason Arnopp                    | Cinquième Docteur et Nyssa                               | Décembre 2010  |
| 142                                                                               | « The Entropy Composition »    | Ken Bentley     | Rick Briggs                     | Cinquième Docteur et Nyssa                               | Décembre 2010  |
| 142                                                                               | « Doing Time »                 | Ken Bentley     | William Gallagher               | Cinquième Docteur et Nyssa                               | Décembre 2010  |
| 142                                                                               | « Special Features »           | Ken Bentley     | John Dorney                     | Cinquième Docteur et Nyssa                               | Décembre 2010  |
| Anthologie publiée sous le titre de « The Demons of Red Lodge and Other Stories » |                                |                 |                                 |                                                          |                |

### 2011
| N°                                                                      | Titre                             | Réalisé par     | Écrit par                   | Personnages                                                    | Publication    |
| ----------------------------------------------------------------------- | --------------------------------- | --------------- | --------------------------- | -------------------------------------------------------------- | -------------- |
| 143                                                                     | « The Crimes of Thomas Brewster » | Nicholas Briggs | Jonathan Morris             | Sixième Docteur, Evelyn, Brewster, Filip Jackson et DI Menzies | Janvier 2011   |
| 144                                                                     | « The Feast of Axos »             | Nicholas Briggs | Mike Maddox                 | Sixième Docteur, Evelyn, Brewster et Axons                     | Février 2011   |
| 145                                                                     | « Industrial Evolution »          | Nicholas Briggs | Eddie Robson                | Sixième Docteur, Evelyn et Brewster                            | Mars 2011      |
| 146                                                                     | « Heroes of Sontar »              | Ken Bentley     | Alan Barnes                 | Cinquième Docteur, Nyssa, Tegan, Turlough et Sontariens        | Avril 2011     |
| 147                                                                     | « Kiss of Death »                 | Ken Bentley     | Stephen Cole                | Cinquième Docteur, Nyssa, Tegan et Turlough                    | Mai 2011       |
| 148                                                                     | « Rat Trap »                      | Ken Bentley     | Tony Lee                    | Cinquième Docteur, Nyssa, Tegan et Turlough                    | Juin 2011      |
| 149                                                                     | « Robophobia »                    | Nicholas Briggs | Nicholas Briggs             | Septième Docteur, Voc Robots et Liv Chenka                     | Juillet 2011   |
| 150                                                                     | « Recorded Time »                 | Ken Bentley     | Catherine Harvey            | Sixième Docteur et Peri                                        | Août 2011      |
| 150                                                                     | « Pradoxicide »                   | Ken Bentley     | Richard Dinnick             | Sixième Docteur et Peri                                        | Août 2011      |
| 150                                                                     | « A Most Excellent Match »        | Ken Bentley     | Matt Fitton                 | Sixième Docteur et Peri                                        | Août 2011      |
| 150                                                                     | « Question Marks »                | Ken Bentley     | Philip Lawrence             | Sixième Docteur et Peri                                        | Août 2011      |
| Anthologie publiée sous le titre de « Recorded Time and Other Stories » |                                   |                 |                             |                                                                |                |
| 151                                                                     | « The Doomsday Quatrain »         | Ken Bentley     | Emma Beeby et Gordon Rennie | Septième Docteur                                               | Septembre 2011 |
| 152                                                                     | « House of Blue Fire »            | Ken Bentley     | Mark Morris                 | Septième Docteur et Sally                                      | Septembre 2011 |
| 153                                                                     | « The Silver Turk »               | Barnaby Edwards | Marc Platt                  | Huitième Docteur, Mary Shelley et Cybermen                     | Octobre 2011   |
| 154                                                                     | « The Witch from the Well »       | Barnaby Edwards | Rick Briggs                 | Huitième Docteur et Mary Shelley                               | Novembre 2011  |
| 155                                                                     | « Army of Death »                 | Barnaby Edwards | Jason Arnopp                | Huitième Docteur et Mary Shelley                               | Décembre 2011  |

### 2012
| N°                                                  | Titre                       | Réalisé par     | Écrit par                  | Personnages                                                        | Publication    |
| --------------------------------------------------- | --------------------------- | --------------- | -------------------------- | ------------------------------------------------------------------ | -------------- |
| 156                                                 | « The Curse of Davros »     | Nicholas Briggs | Jonathan Morris            | Sixième Docteur, Flip, Davros et Daleks                            | Janvier 2012   |
| 157                                                 | « The Fourth Wall »         | Nicholas Briggs | John Dorney                | Sixième Docteur et Flip                                            | Février 2012   |
| 158                                                 | « Wirrn Isle »              | Nicholas Briggs | William Gallagher          | Sixième Docteur, Flip et Wirrn                                     | Mars 2012      |
| 159                                                 | « The Emerald Tiger »       | Barnaby Edwards | Barnaby Edwards            | Cinquième Docteur, Nyssa, Tegan et Turlough                        | Avril 2012     |
| 160                                                 | « The Jupiter Conjunction » | Ken Bentley     | Eddie Robson               | Cinquième Docteur, Nyssa, Tegan et Turlough                        | Mai 2012       |
| 161                                                 | « The Butcher of Brisbane » | Ken Bentley     | Marc Platt                 | Cinquième Docteur, Nyssa, Tegan, Turlough et Magnus Greel          | Juin 2012      |
| 162                                                 | « Protect and Survive »     | Ken Bentley     | Jonathan Morris            | Septième Docteur, Ace, Hex, Aristedes et Sally                     | Juillet 2012   |
| 163                                                 | « Black and White »         | Ken Bentley     | Matt Fitton                | Septième Docteur, Ace, Hexn Aristedes, Sally et Garundel           | Août 2012      |
| 164                                                 | « Gods and Monsters »       | Ken Bentley     | Mike Maddox et Alan Barnes | Septième Docteur, Ace, Hexn Aristedes, Sally, Fenric et Haemovores | Septembre 2012 |
| 165                                                 | « The Burning Prince »      | Ken Bentley     | John Dorney                | Cinquième Docteur                                                  | Septembre 2012 |
| 166                                                 | « The Acheron Pulse »       | Ken Bentley     | Rick Briggs                | Sixième Docteur et le "Wrath"                                      | Octobre 2012   |
| 167                                                 | « The Shadow Heart »        | Ken Bentley     | Jonathan Morris            | Septième Docteur et le "Wrath"                                     | Novembre 2012  |
| 168                                                 | « My Brother's Keeper »     | Barnaby Edwards | Gordon Rennie              | Cinquième Docteur et Nyssa                                         | Décembre 2012  |
| 168                                                 | « The Interplanetarian »    | Barnaby Edwards | Jonathan Barnes            | Cinquième Docteur et Nyssa                                         | Décembre 2012  |
| 168                                                 | « Smuggling Tales »         | Barnaby Edwards | Catherine Harvey           | Cinquième Docteur et Nyssa                                         | Décembre 2012  |
| 168                                                 | « 1001 Nights »             | Barnaby Edwards | Emma Beeby                 | Cinquième Docteur et Nyssa                                         | Décembre 2012  |
| Anthologie publiée sous le titre de « 1001 Nights » |                             |                 |                            |                                                                    |                |

### 2013
| N°  | Titre                                | Réalisé par     | Écrit par                      | Personnages                                           | Publication    |
| --- | ------------------------------------ | --------------- | ------------------------------ | ----------------------------------------------------- | -------------- |
| 169 | « The Wrong Doctors »                | Nicholas Briggs | Matt Fitton                    | Sixième Docteur et Mel                                | Janvier 2013   |
| 170 | « Spaceport Fear »                   | Barnaby Edwards | William Gallagher              | Sixième Docteur et Mel                                | Février 2013   |
| 171 | « The Seeds of War »                 | Barnaby Edwards | Matt Fitton et Nicholas Briggs | Sixième Docteur, Mel et l'Eminence                    | Mars 2013      |
| 172 | « Eldrad Must Die! »                 | Ken Bentley     | Marc Platt                     | Cinquième Docteur, Nyssan Tegan, Turlough et Eldrad   | Avril 2013     |
| 173 | « The Lady of Mercia »               | Ken Bentley     | Paul Magrs                     | Cinquième Docteur, Nyssan Tegan et Turlough           | Mai 2013       |
| 174 | « Prisoners of Fate »                | Ken Bentley     | Jonathan Morris                | Cinquième Docteur, Nyssan Tegan et Turlough           | Juin 2013      |
| 175 | « Persuasion »                       | Ken Bentley     | Jonathan Barnes                | Septième Docteur, Klein et Will                       | Juillet 2013   |
| 176 | « Starlight Robbery »                | Ken Bentley     | Matt Fitton                    | Septième Docteur, Klein, Will, Garundel et Sontariens | Août 2013      |
| 177 | « Daleks Among Us »                  | Ken Bentley     | Alan Barnes                    | Septième Docteur, Klein, Will, Davros et Daleks       | Septembre 2013 |
| 178 | « 1963: Fanfare for the Common Men » | Barnaby Edwards | Eddie Robson                   | Cinquième Docteur et Nyssa                            | Septembre 2013 |
| 179 | « 1963: The Space Race »             | Nicholas Briggs | Jonathan Morris                | Sixième Docteur et Peri                               | Octobre 2013   |
| 180 | « 1963: The Assassination Games »    | Ken Bentley     | John Dorney                    | Septième Docteur, Ace et "Counter-Measures"           | Novembre 2013  |
| 181 | « Afterlife »                        | Ken Bentley     | Matt Fitton                    | Septième Docteur, Ace, Hex et Sally                   | Décembre 2013  |

### 2014
| N°                                                                         | Titre                                                    | Réalisé par     | Écrit par                   | Personnages                                                          | Publication    |
| -------------------------------------------------------------------------- | -------------------------------------------------------- | --------------- | --------------------------- | -------------------------------------------------------------------- | -------------- |
| 182                                                                        | « Antidote to Oblivion »                                 | Nicholas Briggs | Philip Martin               | Sixième Docteur, Flip et Sil                                         | Janvier 2014   |
| 183                                                                        | « The Brood of Erys »                                    | Nicholas Briggs | Andrew Smith                | Sixième Docteur et Flip                                              | Février 2014   |
| 184                                                                        | « Scavenger »                                            | Nicholas Briggs | William Gallagher           | Sixième Docteur et Flip                                              | Mars 2014      |
| 185                                                                        | « Moonflesh »                                            | Ken Bentley     | Mark Morris                 | Cinquième Docteur, Nyssa et Hannah Bartholemew                       | Avril 2014     |
| 186                                                                        | « Tomb Ship »                                            | Ken Bentley     | Gordon Rennie et Emma Beeby | Cinquième Docteur, Nyssa et Hannah Bartholemew                       | Mai 2014       |
| 187                                                                        | « Masquerade »                                           | Ken Bentley     | Stephen Cole                | Cinquième Docteur, Nyssa, Hannah Bartholemew et le "Steamroller Man" | Juin 2014      |
| 188                                                                        | « Breaking Bubbles »                                     | Nicholas Briggs | L.M. Myles                  | Sixième Docteur et Peri                                              | Juillet 2014   |
| 188                                                                        | « Of Chaos Time The »                                    | Nicholas Briggs | Mark Ravenhill              | Sixième Docteur et Peri                                              | Juillet 2014   |
| 188                                                                        | « An Eye for Murder »                                    | Nicholas Briggs | Una McCormack               | Sixième Docteur et Peri                                              | Juillet 2014   |
| 188                                                                        | « The Curious Incident of the Doctor in the Night-Time » | Nicholas Briggs | Nev Fountain                | Sixième Docteur et Peri                                              | Juillet 2014   |
| Anthologie publiée sous le titre de « Breaking Bubbles and Other Stories » |                                                          |                 |                             |                                                                      |                |
| 189                                                                        | « Revenge of the Swarm »                                 | Ken Bentley     | Jonathan Morris             | Septième Docteur, Ace, Hex et l'Essaim                               | Août 2014      |
| 190                                                                        | « Mask of Tragedy »                                      | Ken Bentley     | James Goss                  | Septième Docteur, Ace et Hex                                         | Septembre 2014 |
| 191                                                                        | « Signs and Wonders »                                    | Ken Bentley     | Matt Fitton                 | Septième Docteur, Ace, Hex et Sally                                  | Septembre 2014 |
| 192                                                                        | « The Widow's Assassin »                                 | Ken Bentley     | Nev Fountain                | Sixième Docteur, Peri, Sil et Flip                                   | Octobre 2014   |
| 193                                                                        | « Masters of Earth »                                     | Nicholas Briggs | Cavan Scott et Mark Wright  | Sixième Docteur, Peri et Daleks                                      | Novembre 2014  |
| 194                                                                        | « The Rani Elite »                                       | Ken Bentley     | Justin Richards             | Sixième Docteur, Peri et la Rani                                     | Décembre 2014  |

### 2015
| N°                                                                           | Titre                          | Réalisé par     | Écrit par                  | Personnages                                           | Publication    |
| ---------------------------------------------------------------------------- | ------------------------------ | --------------- | -------------------------- | ----------------------------------------------------- | -------------- |
| 195                                                                          | « Mistfall »                   | Ken Bentley     | Andrew Smith               | Cinquième Docteur, Nyssa, Tegan, Turlough et Marshmen | Janvier 2015   |
| 196                                                                          | « Equilibrium »                | Ken Bentley     | Matt Fitton                | Cinquième Docteur, Nyssa, Tegan et Turlough           | Février 2015   |
| 197                                                                          | « The Entropy Plague »         | Ken Bentley     | Jonathan Morris            | Cinquième Docteur, Nyssa, Tegan et Turlough           | Mars 2015      |
| 198                                                                          | « The Defectors »              | Nicholas Briggs | Nicholas Briggs            | Septième Docteur, Jo et Mike                          | Avril 2015     |
| 199                                                                          | « Last of the Cybermen »       | Ken Bentley     | Alan Barnes                | Sixième Docteur, Jamie, Zoe et Cybermen               | Mai 2015       |
| 200                                                                          | « The Secret History »         | Barnaby Edwards | Eddie Robson               | Cinquième Docteur, Vicki, Steven et le Moine          | Juin 2015      |
| 201                                                                          | « We Are the Daleks »          | Ken Bentley     | Jonathan Morris            | Septième Docteur, Mel et Daleks                       | Juillet 2015   |
| 202                                                                          | « The Warehouse »              | Barnaby Edwards | Mike Tucker                | Septième Docteur et Mel                               | Août 2015      |
| 203                                                                          | « Terror of the Sontarans »    | Ken Bentley     | John Dorney et Dan Starkey | Septième Docteur, Mec et Sontariens                   | Septembre 2015 |
| 204                                                                          | « Criss-Cross »                | Ken Bentley     | Matt Fitton                | Sixième Docteur et Constance                          | Septembre 2015 |
| 205                                                                          | « Planet of The Rani »         | Ken Bentley     | Marc Platt                 | Sixième Docteur, Constance et la Rani                 | Octobre 2015   |
| 206                                                                          | « Shield of the Jötunn »       | Louise Jameson  | Ian Edginton               | Sixième Docteur et Constance                          | Novembre 2015  |
| 207                                                                          | « You Are The Doctor »         | Ken Bentley     | John Dorney                | Septième Docteur et Ace                               | Décembre 2015  |
| 207                                                                          | « Come Die With Me »           | Ken Bentley     | Jamie Anderson             | Septième Docteur et Ace                               | Décembre 2015  |
| 207                                                                          | « The Grand Betelgeuse Hotel » | Ken Bentley     | Christopher Cooper         | Septième Docteur et Ace                               | Décembre 2015  |
| 207                                                                          | « Dead to the World »          | Ken Bentley     | Matthew Elliott            | Septième Docteur et Ace                               | Décembre 2015  |
| Anthologie publiée sous le titre de « You Are the Doctor and Other Stories » |                                |                 |                            |                                                       |                |

### 2016
| N°                                                                        | Titre                       | Réalisé par    | Écrit par                    | Personnages                            | Publication    |
| ------------------------------------------------------------------------- | --------------------------- | -------------- | ---------------------------- | -------------------------------------- | -------------- |
| 208                                                                       | « The Waters of Amsterdam » | Jamie Anderson | Jonathan Morris              | Cinquième Docteur, Nyssa, Tegan et Nyx | Janvier 2016   |
| 209                                                                       | « Aquitaine »               | Ken Bentley    | Simon Barnard et Paul Morris | Cinquième Docteur, Nyssa et Tegan      | Février 2016   |
| 210                                                                       | « The Peterloo Massacre »   | Jamie Anderson | Paul Magrs                   | Cinquième Docteur, Nyssa et Tegan      | Mars 2016      |
| 211                                                                       | « And You Will Obey Me »    | Jamie Anderson | Alan Barnes                  | Cinquième Docteur et le Maître         | Avril 2016     |
| 212                                                                       | « Vampire of the Mind »     | Jamie Anderson | Justin Richards              | Sixième Docteur et le Maître           | Mai 2016       |
| 213                                                                       | « The Two Masters »         | Jamie Anderson | John Dorney                  | Septième Docteur et le Maître          | Juin 2016      |
| 214                                                                       | « A Life of Crime »         | Ken Bentley    | Matt Fitton                  | Septième Docteur, Mel et Ace           | Juillet 2016   |
| 215                                                                       | « Fiesta of the Damned »    | Ken Bentley    | Guy Adams                    | Septième Docteur, Mel et Ace           | Août 2016      |
| 216                                                                       | « Maker of Demons »         | Ken Bentley    | Matthew J. Elliott           | Septième Docteur, Mel et Ace           | Septembre 2016 |
| 217                                                                       | « The Memory Bank »         | Helen Goldwyn  | Chris Chapman                | Cinquième Docteur et Turlough          | Octobre 2016   |
| 217                                                                       | « The Last Fairy Tale »     | Helen Goldwyn  | Paul Magrs                   | Cinquième Docteur et Turlough          | Octobre 2016   |
| 217                                                                       | « Repeat Offender »         | Helen Goldwyn  | Eddie Robson                 | Cinquième Docteur et Turlough          | Octobre 2016   |
| 217                                                                       | « The Becoming »            | Helen Goldwyn  | Ian Potter                   | Cinquième Docteur et Turlough          | Octobre 2016   |
| Anthologie publiée sous le titre de « The Memory Bank and Other Stories » |                             |                |                              |                                        |                |
| 218                                                                       | « Order of the Daleks »     | Jamie Anderson | Mike Tucker                  | Sixième Docteur, Constance et Daleks   | Novembre 2016  |
| 219                                                                       | « Absolute Power »          | Jamie Anderson | Jamie Anderson               | Sixième Docteur et Constance           | Décembre 2016  |
| 220                                                                       | « Quicksilver »             | Jamie Anderson | Matt Fitton                  | Sixième Docteur, Constance et Flip     | Décembre 2016  |

### 2017
| N°  | Titre                         | Réalisé par     | Écrit par          | Personnages                                     | Publication    |
| --- | ----------------------------- | --------------- | ------------------ | ----------------------------------------------- | -------------- |
| 221 | « The Star Men »              | Barnaby Edwards | Andrew Smith       | Cinquième Docteur, Adric, Nyssa et Tegan        | Janvier 2017   |
| 222 | « The Contingency Club »      | Barnaby Edwards | Phil Mulryne       | Cinquième Docteur, Adric, Nyssa et Tegan        | Février 2017   |
| 223 | « Zaltys »                    | Barnaby Edwards | Matthew J. Elliott | Cinquième Docteur, Adric, Nyssa et Tegan        | Mars 2017      |
| 224 | « Alien Heart »               | Ken Bentley     | Stephen Cole       | Cinquième Docteur, Nyssa et Daleks              | Avril 2017     |
| 224 | « Dalek Soul »                | Ken Bentley     | Guy Adams          | Cinquième Docteur, Nyssa et Daleks              | Avril 2017     |
| 225 | « Vortex Ice »                | Ken Bentley     | Jonathan Morris    | Sixième Docteur Flip                            | Mai 2017       |
| 225 | « Cortex Fire »               | Ken Bentley     | Ian Potter         | Sixième Docteur Flip                            | Mai 2017       |
| 226 | « Shadow Planet »             | Ken Bentley     | A.K. Benedict      | Septième Docteur, Ace et Hex                    | Juin 2017      |
| 226 | « World Apart »               | Ken Bentley     | Scott Handcock     | Septième Docteur, Ace et Hex                    | Juin 2017      |
| 227 | « The High Price of Parking » | Ken Bentley     | John Dorney        | Septième Docteur, Ace et Mel                    | Juillet 2017   |
| 228 | « The Blood Furnace »         | Ken Bentley     | Eddie Robson       | Septième Docteur, Ace et Mel                    | Août 2017      |
| 229 | « The Silurian Candidate »    | Ken Bentley     | Matthew J. Elliott | Septième Docteur, Ace, Mel et Siluriens         | Septembre 2017 |
| 230 | « Time in Office »            | Helen Golsdwyn  | Chris Chapman      | Cinquième Docteur, Tegan et Leela               | Septembre 2017 |
| 231 | « The Behemoth »              | Jamie Anderson  | Marc Platt         | Sixième Docteur, Constance et Flip              | Octobre 2017   |
| 232 | « The Middle »                | Jamie Anderson  | Chris Chapman      | Sixième Docteur, Constance et Flip              | Novembre 2017  |
| 233 | « Static »                    | Jamie Anderson  | Jonathan Morris    | Sixième Docteur, Constance, Flip et le "Static" | Décembre 2017  |

### 2018
| N°  | Titre                              | Réalisé par     | Écrit par                   | Personnages                                                                 | Publication    |
| --- | ---------------------------------- | --------------- | --------------------------- | --------------------------------------------------------------------------- | -------------- |
| 234 | « Kingdom of Lies »                | Barnaby Edwards | Robert Khan et Tom Salinsky | Cinquième Docteur, Adric, Nyssa et Tegan                                    | Janvier 2018   |
| 235 | « Ghost Walk »                     | Barnaby Edwards | James Goss                  | Cinquième Docteur, Adric, Nyssa, Tegan et Sabaoth                           | Février 2018   |
| 236 | « Serpent in the Silver Mask »     | Barnaby Edwards | David Llewellyn             | Cinquième Docteur, Adric, Nyssa et Tegan                                    | Mars 2018      |
| 237 | « The Helliax Rift »               | Jamie Anderson  | Scott Handcock              | Cinquième Docteur et Daniel Hopkins                                         | Avril 2018     |
| 238 | « The Lure of the Nomad »          | John Ainsworth  | Matthew J. Elliott          | Sixième Docteur et Mathew Sharpe                                            | Mai 2018       |
| 239 | « Iron Bright »                    | John Ainsworth  | Chris Chapman               | Sixième Docteur                                                             | Juin 2018      |
| 240 | « Hour of the Cybermen »           | Jamie Anderson  | Andrew Smith                | Sixième Docteur, Daniel Hopkins, Cyber Leader, Cyber Lieutenant et Cybermen | Juillet 2018   |
| 241 | « Red Planets »                    | Jamie Anderson  | Una McCormack               | Septième Docteur, Ace et Mel                                                | Août 2018      |
| 242 | « The Dispossessed »               | Jamie Anderson  | Mark Morris                 | Septième Docteur, Ace et Mel                                                | Septembre 2018 |
| 243 | « The Quantum Possibility Engine » | Jamie Anderson  | Guy Adams                   | Septième Docteur, Ace, Mel et Narvin                                        | Octobre 2018   |
| 244 | « Warlock's Cross »                | Jamie Anderson  | Steve Lyons                 | Septième Docteur, Klein et Daniel Hopkins                                   | Novembre 2018  |
| 245 | « Muse of Fire »                   | Jamie Anderson  | Paul Magrs                  | Septième Docteur, Ace, Hex et Iris Wildthyme                                | Décembre 2018  |
| 246 | « The Hunting Ground »             | John Ainsworth  | A.K. Benedict               | Sixième Docteur                                                             | Décembre 2018  |

### 2019
| N°                                                                              | Titre                                      | Réalisé par    | Écrit par       | Personnages                                       | Publication    |
| ------------------------------------------------------------------------------- | ------------------------------------------ | -------------- | --------------- | ------------------------------------------------- | -------------- |
| 247                                                                             | « Devil in the Mist »                      | Ken Bentley    | Cavan Scott     | Cinquième Docteur, Tegan, Turlough et Kamelion    | Janvier 2019   |
| 248                                                                             | « Black Thursday »                         | Ken Bentley    | Jamie Anderson  | Cinquième Docteur, Tegan, Turlough et Kamelion    | Février 2019   |
| 248                                                                             | « Power Game »                             | Ken Bentley    | Eddie Robson    | Cinquième Docteur, Tegan, Turlough et Kamelion    | Février 2019   |
| 249                                                                             | « The Kamelion Empire »                    | Ken Bentley    | Jonathan Morris | Cinquième Docteur, Tegan, Turlough et Kamelion    | Mars 2019      |
| 250                                                                             | « The Monsters of Gokroth »                | Samuel Clemens | Matt Fitton     | Septième Docteur et Mags                          | Avril 2019     |
| 251                                                                             | « The Moons of Vulpana »                   | Samuel Clemens | Emma Reeves     | Septième Docteur et Mags                          | Mai 2019       |
| 252                                                                             | « An Alien Werewolf in London »            | Samuel Clemens | Alan Barnes     | Septième Docteur, Mags et Ace                     | Juin 2019      |
| 253                                                                             | « Memories of a Tyrant »                   | John Ainsworth | Roland Moore    | Sixième Docteur et Peri                           | Juillet 2019   |
| 254                                                                             | « Emissary of the Daleks »                 | John Ainsworth | Andrew Smith    | Sixième Docteur, Peri et Daleks                   | Août 2019      |
| 255                                                                             | « Harry Houdini's War »                    | Ken Bentley    | Steve Lyons     | Sixième Docteur, Peri et Harry Houdini            | Septembre 2019 |
| 256                                                                             | « Tartarus »                               | Scott Handcock | David Llewellyn | Cinquième Docteur, Nyssa, Tegan, Marc et Cicéron  | Septembre 2019 |
| 257                                                                             | « Interstitial »                           | Scott Handcock | Carl Rowens     | Cinquième Docteur, Nyssa, Tegan et Marc           | Octobre 2019   |
| 257                                                                             | « Feast of Fear »                          | Scott Handcock | Martyn Waites   | Cinquième Docteur, Nyssa, Tegan et Marc           | Octobre 2019   |
| 258                                                                             | « Warzone »                                | Scott Handcock | Guy Adams       | Cinquième Docteur, Nyssa, Tegan et Marc           | Novembre 2019  |
| 258                                                                             | « Conversion »                             | Scott Handcock | Chris Chapman   | Cinquième Docteur, Nyssa, Tegan, Marc et Cybermen | Novembre 2019  |
| 259                                                                             | « Blood on Santa's Claw »                  | John Ainsworth | Alan Terigo     | Sixième Docteur, Peri et Joe Carnaby              | Décembre 2019  |
| 259                                                                             | « The Baby Awakes »                        | John Ainsworth | Susan Dennom    | Sixième Docteur, Peri et Joe Carnaby              | Décembre 2019  |
| 259                                                                             | « I Wish It Could Be Christmas Every Day » | John Ainsworth | Andrew Lias     | Sixième Docteur, Peri et Joe Carnaby              | Décembre 2019  |
| 259                                                                             | « Brightly Shone the Moon That Night »     | John Ainsworth | Nev Fountain    | Sixième Docteur, Peri et Joe Carnaby              | Décembre 2019  |
| Anthologie publiée sous le titre de « Blood on Santa's Claw and Other Stories » |                                            |                |                 |                                                   |                |

### 2020
| N°                                                             | Titre                                    | Réalisé par    | Écrit par          | Personnages                                            | Publication    |
| -------------------------------------------------------------- | ---------------------------------------- | -------------- | ------------------ | ------------------------------------------------------ | -------------- |
| 260                                                            | « Dark Universe »                        | Ken Bentley    | Guy Adams          | Septième Docteur, Ace, le "Eleven" et Olistra          | Janvier 2020   |
| 261                                                            | « The Psychic Circus »                   | Samuel Clemens | Stephen Wyatt      | Septième Docteur, le Maître et les Dieux du Ragnarok   | Février 2020   |
| 262                                                            | « Subterfuge »                           | Samuel Clemens | Helen Goldwyn      | Septième Docteur, Winston Churchill et le Moine        | Mars 2020      |
| 263                                                            | « Cry of the Vultriss »                  | John Ainsworth | Darren Jones       | Sixième Docteur, Constance, Flip et Guerriers de Glace | Avril 2020     |
| 264                                                            | « Scorched Earth »                       | John Ainsworth | Chris Chapman      | Sixième Docteur, Constance et Flip                     | Mai 2020       |
| 265                                                            | « The Lovecraft Invasion »               | Scott Handcock | Robert Valentine   | Sixième Docteur, Constance, Flip et H.P. Lovecraft     | Juillet 2020   |
| 266                                                            | « Ghost Station »                        | Ken Bentley    | Steve Lyons        | Cinquième Docteur                                      | Juillet 2020   |
| 266                                                            | « The Bridge Master »                    | Ken Bentley    | Jacqueline Rayner  | Cinquième Docteur                                      | Juillet 2020   |
| 266                                                            | « What Lurks Down Under »                | Ken Bentley    | Tommy Donbavand    | Cinquième Docteur                                      | Juillet 2020   |
| 266                                                            | « The Dancing Plague »                   | Ken Bentley    | Kate Thorman       | Cinquième Docteur                                      | Juillet 2020   |
| Anthologie publiée sous le titre de « Time Apart »             |                                          |                |                    |                                                        |                |
| 267                                                            | « Thin Time »                            | Scott Handcock | Dan Abnett         | Cinquième et Onzième Docteur                           | Août 2020      |
| 267                                                            | « Madquake »                             | Scott Handcock | Guy Adams          | Cinquième Docteur, Nyssa, Tegan, Marc et Slitheen      | Août 2020      |
| 268                                                            | « The Flying Dutchman »                  | Samuel Clemens | Gemma Arrowsmith   | Septième Docteur, Ace et Hex                           | Septembre 2020 |
| 268                                                            | « Displaced »                            | Samuel Clemens | Katharine Armitage | Septième Docteur, Ace et Hex                           | Septembre 2020 |
| 269                                                            | « Aimed at the Body »                    | Ken Bentley    | James Kettle       | Cinquième Docteur et Daleks                            | Octobre 2020   |
| 269                                                            | « Lightspeed »                           | Ken Bentley    | Jonathan Morris    | Cinquième Docteur et Daleks                            | Octobre 2020   |
| 269                                                            | « The Bookshop at the End of the World » | Ken Bentley    | Simon Guerrier     | Cinquième Docteur et Daleks                            | Octobre 2020   |
| 269                                                            | « Interlude »                            | Ken Bentley    | Dan Starkey        | Cinquième Docteur et Daleks                            | Octobre 2020   |
| Anthologie publiée sous le titre de « Shadow of the Daleks 1 » |                                          |                |                    |                                                        |                |
| 270                                                            | « The Echo Chamber »                     | Ken Bentley    | Jonathan Barnes    | Cinquième Docteur et Daleks                            | Novembre 2020  |
| 270                                                            | « Towards Zero »                         | Ken Bentley    | Roland Moore       | Cinquième Docteur et Daleks                            | Novembre 2020  |
| 270                                                            | « Castle Hydra »                         | Ken Bentley    | Lizzie Hopley      | Cinquième Docteur et Daleks                            | Novembre 2020  |
| 270                                                            | « Effect and Cause »                     | Ken Bentley    | John Dorney        | Cinquième Docteur et Daleks                            | Novembre 2020  |
| Anthologie publiée sous le titre de « Shadow of the Daleks 2 » |                                          |                |                    |                                                        |                |
| 271                                                            | « Plight of the Pimpernel »              | John Ainsworth | Chris Chapman      | Sixième Docteur et Peri                                | Décembre 2020  |
| 272                                                            | « The Grey Man of the Mountain »         | Samuel Clemens | Lizbeth Myles      | Septième Docteur, Ace et le Brigadier                  | Décembre 2020  |

### 2021
| N°                                                               | Titre                       | Réalisé par    | Écrit par        | Personnages                                                                      | Publication  |
| ---------------------------------------------------------------- | --------------------------- | -------------- | ---------------- | -------------------------------------------------------------------------------- | ------------ |
| 273                                                              | « Colony of Fear »          | John Ainsworth | Roland Moore     | Sixième Docteur et Constance                                                     | Janvier 2021 |
| 274                                                              | « The Blazing Hour »        | Ken Bentley    | James Kettle     | Cinquième Docteur et Turlough                                                    | Février 2021 |
| 275                                                              | « Death and the Desert »    | Ken Bentley    | Robert Valentine | Cinquième Docteur et Turlough                                                    | Mars 2021    |
| 275                                                              | « Flight of the Blackstar » | Ken Bentley    | Robert Valentine | Sixième Docteur et Constance                                                     | Mars 2021    |
| 275                                                              | « Night Gallery »           | Ken Bentley    | Robert Valentine | Huitième Docteur et Charley                                                      | Mars 2021    |
| 275                                                              | « The Lost Moon »           | Ken Bentley    | Robert Valentine | Cinquième, Sixième, Septième et Huitième Docteur, Turlough, Constance et Charley | Mars 2021    |
| Anthologie publiée sous le titre de « The End of the Beginning » |                             |                |                  |                                                                                  |              |

## Continuation
En mai 2020, Big Finish a annoncé que la « Main Range » se terminerait avec sa 275e sortie en mars 2021, pour être remplacée par des sorties régulières de chaque Docteur dans leurs propres coffrets tout au long de l'année à partir de janvier 2022. Les nouveaux coffrets pour chaque Docteur ont été annoncés en mai 2021. À l'exception du Deuxième Docteur, Big Finish a déjà produit des gammes de coffrets pour chaque Docteur. Les gammes « The First Doctor Adventures », « The Third Doctor Adventures », « The Fourth Doctor Adventures » et « The Eighth Doctor Adventures » ont bénéficié de sorties régulières au moment où les « Monthly Adventures » ont pris fin, tandis que les gammes « The Fifth Doctor Adventures », « The Sixth Doctor Adventures » et « The Seventh Doctor Adventures » n'ont connu que des sorties occasionnelles avant que ces séries ne soient relancées.
| Docteur   | Titre                         | Publication    | Notes |
| --------- | ----------------------------- | -------------- | --- |
| Premier   | « The Outlaws »               | Avril 2022     | Nouvelle saison dans la gamme « The First Doctor Adventures », avec Stephen Noonan qui interprète le Docteur. Les saisons de David Bradley (2017-2021) co-existeront avec les nouvelles. |
| Deuxième  | « Beyond War Games »          | Juillet 2022   | Toute nouvelle gamme « The Second Doctor Adventures », avec Michael Troughton qui interprète le Docteur.                                                                                 |
| Troisième | « The Annihilators »          | Février 2022   | Reformatage de la gamme « The Third Doctor Adventures » (2015-Présent). |
| Troisième | « Kaleidoscope »              | Octobre 2022   | Reformatage de la gamme « The Third Doctor Adventures » (2015-Présent). |
| Quatrième | « Solo »                      | Mars 2022      | Volume 11 dans la gamme « The Fourth Doctor Adventures » en cours (2012-Présent). |
| Quatrième | « The Nine »                  | Juin 2022      | Volume 11 dans la gamme « The Fourth Doctor Adventures » en cours (2012-Présent). |
| Cinquième | « Forty »                     | Janvier 2022   | Premières publications régulières dans la gamme « The Fifth Doctor Adventures » (2003-Présent).                                                                                          |
| Cinquième | « Forty »                     | Septembre 2022 | Premières publications régulières dans la gamme « The Fifth Doctor Adventures » (2003-Présent).                                                                                          |
| Sixième   | « Water Worlds »              | Mai 2022       | Premières publications régulières dans la gamme « The Sixth Doctor Adventures » (2002-Présent).                                                                                          |
| Sixième   | « Purity Undreamed »          | Août 2022      | Premières publications régulières dans la gamme « The Sixth Doctor Adventures » (2002-Présent).                                                                                          |
| Septième  | « Silver & Ice »              | Juin 2022      | Premières publications régulières dans la gamme « The Seventh Doctor Adventures » (2001-Présent).                                                                                        |
| Septième  | « Sullivan and Cross – AWOL » | Novembre 2022  | Premières publications régulières dans la gamme « The Seventh Doctor Adventures » (2001-Présent).                                                                                        |
| Huitième  | « What Lies Inside? »         | Novembre 2022  | Reformatage de la gamme « The Eighth Doctor Adventures » (2007-Présent). |
| Huitième  | « Connections »               | Décembre 2022  | Reformatage de la gamme « The Eighth Doctor Adventures » (2007-Présent). |

## Record du monde
| Publication               | Année | Record du monde                                       | Ref.  |
| ------------------------- | ----- | ----------------------------------------------------- | ----- |
| « Guinness World Record » | 2021  | La plus longue série d'audio drama de science-fiction | [ 4 ] |

## Voir Aussi
- Big Finish Productions
- Doctor Who
- Liste des audios Doctor Who: The Classic Series par Big Finish
- Liste des audios Doctor Who: The New Series par Big Finish
- Liste des audios The Worlds of Doctor Who par Big Finish